# Browar w Elblągu
Browar w Elblągu – duży browar przemysłowy w Elblągu. Zakład należy do grupy piwowarskiej Grupa Żywiec SA

## Historia
Zakład został założony w 1872 jako Elbinger Aktien-Brauerei (Towarzystwo Akcyjne Browar Elbląski). W 1880 browar został przejęty przez spółkę Brauerei Englisch Brunnen (Browar Angielski Zdrój), która pod tą nazwą produkowała piwo w Elblągu do 1945. W okresie poprzedzającym I wojnę światową zakład stał się na tyle znaczącym producentem w Niemczech, że od 1900 był oficjalnym dostawcą piwa na dwór cesarza Wilhelma II Hohenzollerna.
W 1916 spółka zakupiła browar w Malborku (Ordensbrauerei Marienburg), w 1918 2 browary w Gdańsku (Alte Danziger Brauerei E. Rodenacker) i (Brauerei Paul Fischer), wraz z browarami – w Lubawie koło Iławy (Bartnikowski & Eschholz) i Kwidzynie (Brauerei und Malzfabrik Hammermühle).
Po 1918 przez pewien okres browar borykał się z problemami finansowymi. W latach 20. XX wieku oprócz piwa produkował także bezalkoholowe napoje chłodzące. W okresie III Rzeszy stał się dużym zakładem produkcyjnym zatrudniającym ok. 200 pracowników i produkującym rocznie ok. 90 tys. hektolitrów piwa. W czasie II wojny światowej znaczna część produkcji browaru była przeznaczona na potrzeby wojska.
W 1945 browar uległ zniszczeniu. Szybko został jednak odbudowany i w 1946 wznowił produkcję. W okresie PRL wchodził w skład Elbląskich Zakładów Piwowarskich. W 1991 został sprywatyzowany. Powstała spółka Elbrewery Company Limited, której głównym udziałowcem było australijskie przedsiębiorstwo Brewpole Pty Ltd.
W latach 90. XX wieku browar w Elblągu został gruntownie zmodernizowany. Jego moce produkcyjne w 1996 wynosiły 2 mln hektolitrów piwa rocznie. Nowi właściciele zadbali o promocję nowej marki swojej firmy. Duża kampania reklamowa spowodowała, że piwo z browaru o nazwie EB stało się rozpoznawalne w całej Polsce.
W 1998 przedsiębiorstwo Brewpole sprzedało swoje udziały w Elbrewery Company Limited holenderskiemu koncernowi Heineken International Beheer B.V. W wyniku tej transakcji browar w Elblągu w 1999 wszedł w skład grupy piwowarskiej Grupa Żywiec SA
Na początku XXI w. browar przeszedł kolejną modernizację i rozbudowę. Od 2004 nosi nazwę Grupa Żywiec S.A., Browar w Elblągu.

## Produkty
Lager
- EB
- Kaper
- Kujawiak
- Specjal Jasny Pełny
- Specjal Mocny
- Tatra
- Warka